# شهرداری باش جراح
شهرداری باش جراح (به عربی: بلدية باش جراح) یک شهرداری در الجزایر است که در استان الجزیره واقع شده‌است. شهرداری باش جراح ۹۳٬۲۸۹ نفر جمعیت دارد.